# Milichia decora
Milichia decora är en tvåvingeart som först beskrevs av Friedrich Hermann Loew 1870.  Milichia decora ingår i släktet Milichia och familjen sprickflugor. Inga underarter finns listade i Catalogue of Life.